# Башилов, Михаил Александрович
Михаил Александрович Башилов (10 сентября 1923 — 5 августа 2009) — передовик советской авиационной промышленности, фрезеровщик Машиностроительного конструкторского бюро «Факел» Министерства авиационной промышленности СССР, город Химки Московской области, Герой Социалистического Труда (1979).

## Биография
Родился 10 сентября 1923 года в посёлке Химки Ульяновской волости Московского уезда Московской губернии в русской семье. Завершил обучение в восьми классах школы. Призван в ряды Красной Армии. Участник Великой Отечественной войны.
С 1947 года трудился в Химках фрезеровщиком на заводе № 293, куда в 1954 году было переведено ОКБ № 2 Министерства среднего машиностроения СССР (с 1965 года — Министерства авиационной промышленности СССР). ОКБ-2 стал головным предприятием по производству зенитных управляемых ракет и противоракет. За время работы на заводе Михаил Александрович проявил себя высокопрофессиональным специалистом, выполнял самые сложные задания и ответственную работу по изготовлению деталей. Инициатор движения за бездефектную сдачу продукции. В числе первых работников был удостоен права работать на самоконтроле и с личным клеймом качества. Награждён знаком «Отличники качества Министерства». Активный рационализатор, автор десятка различных предложений по улучшению технологии выпуска изделий. В 1958 году за высокие показатели награждён орденом Ленина. В 1970-х годов предприятие разрабатывало противоракету дальнего перехвата 51Т6 системы ПРО А-135. Первый пуск состоялся в 1979 году, в процессе изготовления данного изобретения активное участие принимал Башилов.
За выдающиеся заслуги по выполнению задания Правительства СССР по созданию новой техники закрытым Указом Президиума Верховного Совета СССР от 26 сентября 1979 года Михаилу Александровичу Башилову было присвоено звание Героя Социалистического Труда с вручением ордена Ленина и золотой медали «Серп и Молот».
В дальнейшем продолжал трудовую деятельность. Являлся одним из лучших наставников. Активный участник общественной жизни завода. Избирался в состав цехового комитета, партбюро и профкома предприятия, был членом президиума областного комитета профсоюза. Член КПСС. Трудился на предприятии до выхода на заслуженный отдых.
Проживал в городе Химки Московской области. Умер 5 августа 2009 года. Похоронен на Новолужинском кладбище.

## Награды
За трудовые успехи удостоен:
- золотая звезда «Серп и Молот» (26.09.1979),
- два ордена Ленина (25.07.1958, 26.09.1979),
- Орден Отечественной войны II степени (11.03.1985),
- другие медали.

## Память
- В городе Химки на жилом доме где проживал Герой установлена мемориальная доска.